# Ртиње на Билини
Ртиње на Билини (чеш. Rtyně nad Bílinou) је насељено мјесто са административним статусом сеоске општине (чеш. obec) у округу Теплице, у Устечком крају, Чешка Република.

## Становништво
Према подацима о броју становника из 2014. године насеље је имало 804 становника.